# Bandeira de Guayaquil
A bandeira de Guayaquil foi estabelecida após a vitória das tropas emancipadoras na independência da cidade em 9 de outubro de 1820 como a insígnia da República de Guayaquil, que abarcava várias províncias da atual costa equatoriana. Sustenta-se que foi o Dr. José Joaquín de Olmedo quem criou o pavilhão celeste e alvo, sendo ele quem também desenhou o atual escudo da cidade. A bandeira está dividida em 5 faixas horizontais, três delas celestes e duas brancas. Ademais na faixa celeste central estão três estrelas brancas.
Em 1952 dom Pedro Robles Chambers, graças aos trabalhos que previamente tinha realizado J. Gabriel Pino Rocha, bem como a um conjunto de documentos inéditos que lhe facilitasse o Dr. Pedro José Huerta, obteve a reconstrução exata do escudo colonial da cidade de Guayaquil, no que se pode apreciar - em seu terço inferior - ao rio Guayas representado por cinco faixas, três delas azuis e as duas restantes brancas. A força de ver em diferentes lugares e durante muitos anos o Escudo Colonial da cidade, esta imagem ficou  gravada nos guayaquilenhos e ao momento de sua independência adoptaram estas cores em seu pavilhão.
Em seu “Reseña Histórica”, José de Villamil assinala que o 9 de outubro de 1820 “…por disposição da Junta (de Governo) se despregou a bandeira de Guayaquil independente composta de cinco faixas horizontais, três azuis e duas brancas e na do centro (azul) três estrelas…”.
Dentro da história da bandeira equatoriana, considera-se a esta bandeira como a 4º bandeira nacional, a mesma que se hasteou no campo de batalha, como insígnia do Batalhão Yaguachi, durante a vitória das tropas independentistas sobre as tropas realistas na Batalha de Pichincha. Dentro da história republicana, é a segunda, dando-se validade à bandeira vermelha com aspa branca que supostamente foi a do 10 de agosto de 1809. Na prática, é a primeira bandeira que representou a um território verdadeiramente livre no que hoje é a República do Equador.

## A identidade das três estrelas

Bandeira da Província de Guayas.

Segunda bandeira da Província Livre de Guayaquil ou República de Guayaquil, que abarcava várias províncias da atual costa equatoriana e cuja capital era a cidade de Guayaquil.

Ainda existe confusão pela representação das três estrelas da faixa central. Acha-se que as estrelas representam as três províncias principais da Real Audiência de Quito, sendo estas: Quito, Bacia e Guayaquil. Alguns historiadores afirmam que representam as três principais cidades da Província Livre de Guayaquil: Portoviejo, Machala e a capital Guayaquil. Mas este argumento tem uma grande debilidade e é que, nessa época, Machala era uma população de muito menor importância que outras da Província de Guayaquil, como Daule, Adegas, Baba e outras, que nos censos figuram com maior população e que eram também economicamente mais importantes. Não há documento que suporte a teoria das três cidades. No caso de Portoviejo aceita-se porque era cabeça de partido e a segunda cidade mais importante e mais antiga da província, ademais que era autónoma porque tinha cabildo colonial próprio. Há outras teorias que difundem a Jipijapa como a terceira cidade mais importante da província livre de Guayaquil que era também uma das mais povoadas, desde a época do Governo de Guayaquil e o Corregimento de Guayaquil já que desde o século XVIII, contribuiu à economia agrícola, algodonera, tabacalera e do artesonado como no caso chapéus, bordados, madeira e mão de obra agrária e construtora.
O historiador Julio Estrada Ycaza, na página 231 do tomo I de sua obra  “A Luta de Guayaquil pelo Estado de Quito” sustenta que as três estrelas da bandeira representavam “as três províncias da antiga Presidência de Quito, que eram as três províncias que deviam conformar o almejado Estado de Quito”.
O pesquisador e historiador Eduardo Estrada Guzmán, quem em sua obra “A Bandeira do Íris 1801 - 2007 / O Tricolor da República do Equador 1830 - 2007”, faz um profundo e bem documentado estudo da origem de nossa bandeira no que corrobora que, efectivamente, as três estrelas do pavilhão de outubro representam a Guayaquil, Quito e Bacia.